# Gilbert Ryle
Pour l’article homonyme, voir Martin Ryle.
Gilbert Ryle (né le 19 août 1900 – mort le 6 octobre 1976), est un philosophe anglais né à Brighton.  Il est l'un des plus grands représentants de l'école philosophique d'Oxford. Il est surtout connu pour son œuvre  majeure, The Concept of Mind publiée en 1949 et tenue pour l'une des œuvres les plus importantes de la philosophie du langage ordinaire.
Ryle a subi très tôt l'influence du Tractatus de Wittgenstein et il se situe dans la même inspiration que son auteur. Son intérêt pour l'histoire de la philosophie et la dimension de son projet philosophique le distinguent de la plupart de ses collègues de « l'école d'Oxford ».

## Parcours intellectuel
Gibert Ryle fait ses études de philosophie à Oxford. Il est nommé lecteur en 1924 et, en 1925, tuteur (tutor) à Christ Church College, puis titulaire de la chaire de métaphysique à l'Université d'Oxford de 1945 à 1968. Il enseigne ensuite au Magdalen College à Oxford. Il édite la revue Mind de 1947 à 1971, où il publie de nombreux articles. Il suit de près l'éclosion et le développement de la philosophie analytique tout en conservant ses distances à l'égard de celle-ci.
Ryle s'intéresse très tôt à la philosophie de langue allemande de son temps. Ses premières interventions philosophiques sont, en 1927, une recension d'Essentiale Fragen du philosophe polonais de langue allemande Roman Ingarden et, en 1929, une recension de Sein und Zeit de Martin Heidegger. Il s'intéresse également de près aux Recherches logiques de Husserl. Mais c'est l'influence de Wittgenstein, auteur du Tractatus, qui se révèlera déterminante dans le parcours intellectuel de Ryle, comme en témoigne son premier grand article publié en 1932 intitulé « Systematically misleading expressions ».
Dans le second de ses grands articles publié en 1938 et intitulé « Categories », Ryle énonce ce qui va constituer le fil directeur de sa méthode : les erreurs dont la philosophie est remplie tiennent à des « erreurs de catégorie ». Cette notion sera développée dans la leçon inaugurale de 1945, publiée l'année suivante  sous le titre de « Philosophical arguments », puis plus tard dans The Concept of Mind.

## Philosophie
La philosophie de Gilbert Ryle est souvent associée à des thèses ontologiques radicales : il n'existe réellement que des corps et autres objets physiques ; il ne se produit réellement que des événements et processus physiques ; les énoncés portant apparemment sur l'esprit portent en fait sur des conduites observables ; l'expérience subjective intérieure n'existe pas. Il est également associé au béhaviorisme philosophique dont il a proposé une variante logique. Toutefois, c'est à des questions de méthodologie philosophique qu'il a consacré une grande partie, sinon la plus importante, de son œuvre.

### Analyse conceptuelle
Dans son premier article important, paru en 1931 et intitulé « Systematically misleading expressions », Ryle présente la philosophie comme une activité visant à éviter des confusions conceptuelles qui ont leur source dans notre tendance à trop prendre au sérieux les similitudes et les ressemblances grammaticales et à négliger de les distinguer des similitudes et des ressemblances logiques. Mais la méthode qu'il va utiliser pour débarrasser le langage de toutes les ambiguïtés et de toutes les confusions auxquelles il peut donner lieu n'est pas une méthode d'analyse logique. Cette méthode se présente comme une « analyse conceptuelle » : les erreurs et les confusions dont est remplie la philosophie viennent d' « erreurs de catégorie ». L'analyse conceptuelle a pour objet d'éliminer ces erreurs fondamentales responsables des non-sens. Une erreur de catégorie provient toujours de ce que l'on range un terme ou une notion dans une catégorie à laquelle elle ne convient pas.
L'exemple donné dans La notion d'esprit pour illustrer ce type d'erreur constitue aujourd'hui un des lieux communs de la philosophie analytique.
« Un étranger visite pour la première fois Oxford ou Cambridge ; on lui montre des collèges, des bibliothèques, des terrains de sport, des musées, des laboratoires et des bâtiments administratifs. Cet étranger demande alors : "Mais, où est l'université ?" ».
Il faut alors lui expliquer que « l'Université en question est la façon dont tout ce qu'il a vu est organisé ». L'erreur de l'étranger en visite vient de ce qu'il parle de l'Université comme il parle de Christ Church College ou de la Bodleian Library. En bref, il commet une erreur de catégorie. Il subsume sous la même catégorie une institution et l'un de ses éléments ou aspects.
Selon Ryle, les philosophes commettent le même type d'erreur (même si elle est moins évidente) lorsqu'ils recherchent une explication du caractère mental de l'intelligence, de la perception, de la croyance, etc. dans ce qu'ils pensent être une entité distincte du corps. Des erreurs similaires sont produites, nous dit Ryle, par un philosophe qui considère que la locution  « l'idée d'aller à l'hôpital », qui figure dans une phrase comme : « Jones déteste l'idée d'aller à l'hôpital », suggère qu'il y a un objet dans le monde auquel réfère cette locution. En commettant cette erreur, les philosophes en viennent à croire à la « démonologie » de Locke — sa théorie des « idées » — de la même façon que ses prédécesseurs croyaient aux formes substantielles.
À l'inverse, contre une certaine forme de matérialisme, Ryle insiste sur le type d'erreur logique qui consiste à comprendre le sens d'une phrase comme « l'esprit existe » de la même façon que nous comprenons la phrase « le corps existe », alors que les deux expressions emploient « existe » dans un sens différent. L'idée selon laquelle l'esprit doit tout simplement être le corps, que les processus mentaux ne sont que des processus physiques, que les propriétés mentales se ramènent à des modèles de comportement, et que le discours de type psychologique n'est qu'une version abrégée d'une description physique, sont toutes coupables selon Ryle de cette erreur.
Dans Dilemmas, paru en 1954, Ryle aborde le problème de la méthode de résolution des problèmes philosophiques. Il soutient que la plupart des problèmes philosophiques se présentent sous la forme de dilemmes dont il semble que l'on ne puisse sortir. La méthode qu'il préconise consiste à montrer que ces dilemmes ne sont pas réels et qu'ils naissent toujours d'une confusion d'ordre conceptuel entre les catégories.

### Critique de la « doctrine officielle »
La cible explicite de Ryle dans La Notion d'esprit est ce qu'il appelle « la doctrine officielle ». Il  s'en prend au « mythe cartésien » du Cogito, qu'il qualifie de « dogme du fantôme dans la machine ».
D'après Ryle, la doctrine officielle résulte en partie de deux convictions erronées attribuées à Descartes :
1. l'idée selon laquelle la méthode galiléenne de découverte scientifique permettrait parfaitement de fournir une explication mécanique de tout ce qui occupe l'espace ;
2. la conviction que le mental ne peut pas être intégré dans une telle explication.

Descartes et ses successeurs auraient alors interprété à tort les termes mentaux comme se rapportant à des processus non mécaniques n'occupant pas l'espace.

#### « Le fantôme dans la machine »
On doit à Gilbert Ryle l'expression « fantôme dans la machine », qu'il présente comme une erreur de catégorie associée à la doctrine officielle :
 « Je parlerai souvent de la doctrine reçue que je viens de résumer comme du "dogme du fantôme dans la machine". L'injure est délibérée. J'espère montrer que cette théorie est complètement fausse, fausse en principe et non en détail car elle n'est pas seulement un assemblage d'erreurs particulières mais une seule grosse erreur d'un genre particulier, à savoir une erreur de catégorie. »
Pour Ryle, cette erreur de catégorie consiste à représenter les faits de la vie mentale comme s'ils appartenaient à une catégorie du même type que celle auxquels appartiennent les mouvements corporels ou les autres phénomènes physiques, alors qu'ils appartiennent en réalité à une autre catégorie logique : celle des dispositions au comportement.
Dans le vocabulaire de Ryle, le « dogme du fantôme dans la machine » est un « mythe de philosophe » car l'usage ordinaire du langage ne conduit pas à ce type de confusion.

#### L'ontologie officielle
La première implication ontologique de cette théorie est qu'il existe deux sortes différentes de choses : le corps et l'esprit. L'un a une réalité spatiale et est soumis aux lois de la physique, alors que l'autre n'a pas cette réalité et n'est pas soumis à ces lois. Et pourtant le corps et l'esprit exercent une influence l'un sur l'autre.  L'idée que l'esprit et le corps sont fondamentalement différents, mais qu'ils interagissent néanmoins, conduit à l'énigme philosophique du « fantôme dans la machine », aujourd'hui présentée comme le « problème corps-esprit ».
De la même manière que l'interaction corps-esprit constituait à la suite de Descartes un problème pour le dualisme des substances (corps et esprit), la causalité mentale demeure, selon Ryle, le problème auquel restent confrontées les diverses variétés de physicalisme. Ainsi, deux aspects ontologiques de la doctrine officielle persistent encore : le problème de la place du mental dans le monde physique, et celui de la causalité mentale. Selon Ryle, ces problèmes persisteront tant que nous continuerons à commettre l'erreur de nous représenter l'esprit comme une réalité dont l'existence est comparable à celle du corps.

#### L'épistémologie officielle
Selon la « doctrine officielle », les processus corporels sont externes et peuvent être observés, mais les processus mentaux sont privés et « internes ». En effet, ils sont censés se jouer dans un théâtre privé où ils sont connus directement par la personne qui en est le sujet, en vertu de sa faculté d'introspection. Les autres ne peuvent les connaître qu'indirectement, à travers des « inférences fragiles et complexes » élaborées à partir de ce que fait le corps.
La doctrine officielle conduit ainsi à l'énigme philosophique connue sous le nom de « problème de l'existence des autres esprits », puisque, selon cette vision des choses, il serait possible qu'autrui agisse comme s'il était doué d'un esprit, mais sans qu'il n'ait aucune des « expériences conscientes » permettant de le qualifier comme tel. La critique que Ryle offre de cette conception commence par souligner l'absurdité de telles implications au niveau sémantique. Si les verbes psychologiques (désirer, détester, etc.) identifiaient des causes « occultes » au comportement humain, alors nous ne serions pas capables d'utiliser ces verbes comme nous le faisons. En outre, si la conception « internaliste » de l'esprit était correcte, seul un accès privilégié à ce champ de conscience pourrait permettre d'attester authentiquement que ces verbes psychologiques sont correctement ou incorrectement utilisés. Or, affirme Ryle :
 « […] ce n'est que parce que nous savons faire ce genre de commentaires, les faisons en général correctement et les corrigeons quand ils se trouvent être faux ou confus, que les philosophes ont jugé nécessaire de construire des théories sur la nature et la localisation de l'esprit. Trouvant les concepts de conduite mentale utilisés régulièrement et avec efficacité, ils ont naturellement tenté d'élaborer leur géographie logique. Mais la géographie logique généralement proposée entraînerait qu'il ne pourrait y avoir aucun usage régulier ou efficace de ces concepts de conduite mentale dans nos descriptions de l'esprit d'autrui [...] ».
Pour Ryle, toute conception qui en appelle à des causes cachées – y compris à des causes matérielles ou physiques inobservables – tombe sous le coup de cette critique.

### Béhaviorisme analytique
Dans la dernière section de La Notion d'esprit, Ryle admet que l'orientation générale de son livre est vouée à être stigmatisée comme béhavioriste, sans que cela lui soit dommageable. L'intérêt du béhaviorisme selon Ryle, c'est qu'il ne tient pas à ce que des événements occultes soient à l'origine des termes psychologiques, et qu'il ne retient que les aspects observables et publics des actions humaines :
 « […] lorsque nous appliquons des prédicats mentaux à des individus, nous n'opérons pas d'invérifiables inférences se rapportant à des processus fantomatiques et prenant place dans un invisible flux de conscience : nous ne faisons que décrire comment ces individus se comportent publiquement en certaines circonstances. ».
Cependant, le béhaviorisme de Ryle ne correspond ni au béhaviorisme méthodologique de Skinner, ni même au béhaviorisme logique du positivisme logique, selon lequel tout énoncé psychologique doté de sens est l'abréviation des énoncés d'ordre physique qui le vérifieraient ou le falsifieraient. Pour Ryle, l'esprit désigne la nature dispositionnelle de nos concepts psychologiques. D'après la conception de Ryle, les énoncés contenant des termes référant au mental peuvent être traduits, sans perdre en signification, par des phrases conditionnelles subjonctives à propos de ce que les individus feraient dans certaines circonstances. Il est ainsi possible d'effectuer une analyse des énoncés psychologiques sur la base des énoncés comportementaux en identifiant les états psychologiques à des dispositions au comportement. Mais Ryle ne limite pas les descriptions de ce qu'un agent ferait (selon les circonstances) à un comportement seulement physique, en termes par exemple de mouvements musculaires, car il parle d'« actions », comme le fait de marquer un but lors d'un match ou de rembourser une dette. Les énoncés comportementaux pertinents dans l'analyse incluent des descriptions d'actions qui ne sont pas réductibles à de simples descriptions physiques.

## Œuvres
- La Notion d'esprit (The concept of mind ), 1949, réed. de l'University of Chicago Press, avec une introduction de Daniel Dennett, 2002,  (ISBN 0226732967),  (ISBN 9780226732961), texte anglais partiellement en ligne
- Logic and Language, Oxford, 1952
- (en) Dilemmas, Cambridge University Press, 1954,  (ISBN 0521091152),  (ISBN 9780521091152), texte partiellement en ligne
- Plato's Progress, Cambridge, Cambridge University Press, 1966; trad. française L'itinéraire de Platon par Jacques Follon, avec une présentation de Monique Dixsaut, Paris, Vrin, « Analyse et philosophie », 2003